# Impeksahro Sport Czerkasy
Impeksahro Sport Czerkasy (ukr. Імпексагро Спорт Черкаси, ros. Импексагро Спорт Черкассы, Impieksagro Sport Czerkassy) – ukraiński męski klub siatkarski z Czerkasów. Założony został w 2007 roku. W najwyższej klasie rozgrywkowej zadebiutował w sezonie 2007/2008. Wicemistrz Ukrainy oraz dwukrotny finalista Pucharu Ukrainy.
Po sezonie 2011/2012 klub wycofał się z rozgrywek i zakończył swoją działalność.

## Historia
Klub Impeksahro Sport Czerkasy został założony w 2007 roku w miejsce upadłego po sezonie 2006/2007 klubu Azot-Spartak Czerkasy. Dzięki licencji przejętej po klubie Azot-Spartak od sezonu 2007/2008 Impeksahro Sport Czerkasy występował w najwyższej klasie rozgrywkowej.
W pierwszym sezonie zespół zdobył brązowy medal Mistrzostw Ukrainy oraz brązowy medal Pucharu Ukrainy. W sezonie 2008/2009 zajął 5. miejsce w Superlidze i doszedł do finału Pucharu Ukrainy, w którym przegrał z klubem Łokomotyw Charków. Wystartował również w Pucharze Challenge. W I rundzie wygrał dwumecz z cypryjskim zespołem Pafiakos Pafos, natomiast w II rundzie uległ bułgarskiemu klubowi Marek Junion-Iwkoni Dupnica.
W sezonie 2009/2010 Impeksahro Sport Czerkasy zdobył dwa brązowe medale: w Mistrzostwach Ukrainy oraz w Pucharze Ukrainy. W kolejnym sezonie zdobył wicemistrzostwo Ukrainy oraz doszedł do finału Pucharu Ukrainy. W sezonie 2011/2012 zajął 4. miejsce w Superlidze.
Po zakończeniu sezonu 2011/2012 Impeksahro Sport Czerkasy wycofał się z rozgrywek i zakończył swoją działalność.

## Bilans sezonów
| Sezon     | Rozgrywki ligowe | Rozgrywki ligowe | Puchar Ukrainy |
| Sezon     | Poziom           | Miejsce          | Puchar Ukrainy |
| --------- | ---------------- | ---------------- | -------------- |
| 2007/2008 | Superliha        | 3.               | 3. miejsce     |
| 2008/2009 | Superliha        | 5.               | 2. miejsce     |
| 2009/2010 | Superliha        | 3.               | 3. miejsce     |
| 2010/2011 | Superliha        | 2.               | 2. miejsce     |
| 2011/2012 | Superliha        | 4.               | III runda      |

Poziom rozgrywek:
     pierwszy poziom

## Rozgrywki międzynarodowe
| Sezon     | Rozgrywki        | Osiągnięcie |
| --------- | ---------------- | ----------- |
| 2008/2009 | Puchar Challenge | II runda    |

## Osiągnięcia
- Mistrzostwa Ukrainy:
  -  2. miejsce (1x): 2011
  -  3. miejsce (2x): 2008, 2010
- Puchar Ukrainy:
  -  2. miejsce (2x): 2008, 2010
  -  3. miejsce (2x): 2007, 2009

## Kadra
Sezon 2009/2010
- Pierwszy trener:  Jurij Melnyczuk
- Drugi trener:  Wałerij Piaskowśkyj

| Nr | Imię i nazwisko     | Data ur. | Wzrost | Pozycja      |
| -- | ------------------- | -------- | ------ | ------------ |
| 1  | Bohdan Artemenko    | 1988     | 178    | libero       |
| 2  | Dmytro Kozłowśkyj   | 1987     | 191    | rozgrywający |
| 3  | Denys Andrijenko    | 1981     | 200    | środkowy     |
| 4  | Ołeksij Klamar      | 1987     | 192    | przyjmujący  |
| 5  | Ołeksandr Żumatij   | 1988     | 195    | atakujący    |
| 7  | Wałerij Piaskowśkyj | 1979     | 198    | atakujący    |
| 9  | Serhij Kysil        | 1975     | 192    | libero       |
| 10 | Jarosław Zajika     | 1989     | 198    | przyjmujący  |
| 11 | Rusłan Juszkewycz   | 1985     | 196    | środkowy     |
| 12 | Dmytro Suchinin     | 1987     | 195    | przyjmujący  |
| 13 | Roman Dobrycia      | 1983     | 202    | środkowy     |
| 14 | Ołeksandr Hrebeniuk | 1989     | 200    | środkowy     |
| 15 | Iwan Słynczuk       | 1986     | 193    | przyjmujący  |
| 18 | Jurij Worobej       | 1981     | 192    | rozgrywający |